# Prud (Odžak, BiH)
Prud je naseljeno mjesto u sastavu općine Odžak u Federaciji Bosne i Hercegovine u Bosni i Hercegovini.

## Zemljopisni položaj
Selo je do rata pripadalo općini Bosanski Šamac. Nalazi se na samom ušću rijeke Bosne u rijeku Savu. Administrativno pripada Županiji Posavskoj u Federaciji BiH. Od središta općine Odžaka udaljen je 15 km, a od Bosanskog Šamca 3 km. Kroz selo Prud prolazi magistralna cesta koja povezuje Bosanski Šamac s Odžakom.

## Povijest
Prud je mjesto gdje je sklopljen Prudski sporazum.

## Stanovništvo
| Prud               |                |                |                |
| godina popisa      | 1991.          | 1981.          | 1971.          |
| Hrvati             | 1144 (88,47 %) | 1206 (93,27 %) | 1217 (97,36 %) |
| Srbi               | 31 (2,39 %)    | 29 (2,24 %)    | 24 (1,92 %)    |
| Muslimani          | 3 (0,23 %)     | 1 (0,07 %)     | 1 (0,08 %)     |
| Jugoslaveni        | 29 (2,24 %)    | 55 (4,25 %)    | 4 (0,32 %)     |
| ostali i nepoznato | 86 (6,65 %)    | 2 (0,15 %)     | 4 (0,32 %)     |
| ukupno             | 1293           | 1293           | 1250           |

## Šport
- NK Sloga Prud, županijski ligaš